# استیگ آندشون (دوچرخه‌سوار)
استیگ آندشون (سوئدی: Stig Andersson؛ ‏تلفظ سوئدی: [ân:dɛˌʂɔn]؛ ‏ ۱۰ نوامبر ۱۹۲۴ – ۱۱ ژوئیهٔ ۲۰۱۵) دوچرخه‌سوار اهل سوئد بود.